# Telekommunikation

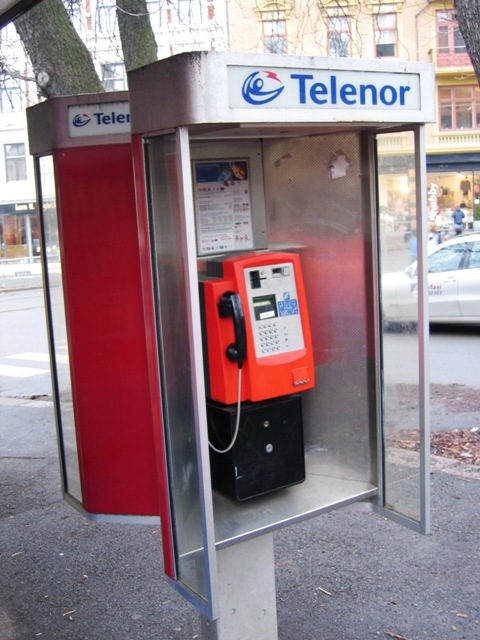
Telefonautomat i Norge.

Telekommunikation, av grekiska tele ’fjärran’ och latin communicatio ’ömsesidigt utbyte’, innebär kommunikation över stora avstånd med hjälp av elektroniska medel och förkortas ibland med ordet telekom. Det benämns militärt även som samband. 
Telekommunikation innefattar tekniker, materiel och tjänster för att med snabbhet representera och överföra tecken, signaler, skrift eller ljud mellan sändare och mottagare på geografiskt skilda platser via ett trådlöst eller trådbundet fysiskt medium. Meddelandet representeras av en fysisk signal, till exempel elektrisk spänning, ljusstyrka eller radiovågors fältstyrka.
En förutsättning för snabb telekommunikation över långa avstånd var utvecklingen av elektricitet vilket öppnade upp för tjänster med telekommunikationer såsom telegrafi, telefoni, telefax, rundradio, kommunikationsradio, mobiltelefoni. Den första generationen telekommunikation använde metalltrådar som medium för att skicka signaler men kom att kompletteras med uppfinningar såsom trådlös kommunikation och optiska fibrer. 
Denna definition härstammar från en konferens då ITU (International Telecommunication Union) bildades år 1932 genom en sammanslagning av Plenipotentiary Telegraph Conference och International Radiotelegraph Conference. ITU är idag en del av Förenta nationerna.
Telekommunikation utgör grunden för digital distribution av media och kommunikation mellan människor där internet och datornätverk kombinerats med klassisk telekommunikation.    

## Historik
Det går att återfinna flera typer av medel som använts genom historien för att föra meddelande vidare mellan olika geografiska platser. Innan elektriciteten uppfunnits fick man förlita sig på användning av signaler med hjälp av flaggor, ljud, rök, färger eller ljus.

### Telegraf och telefon
Den första praktiskt användbara telegrafapparaten byggde på elektromagnetiska signaler och kom att vidareutvecklas med hjälp av elektricitet av William Fothergill Cooke och Charles Wheatstone år 1837. Wheatstones signalsystem kom efterhand att ersättas av Samuel Morses morsealfabet. Telegrafnätet blev en global infrastruktur för telekommunikation och 1866 kopplades Europa och Amerika samman genom en kabel i Atlanten.
Flera försök gjordes för att sända ljud genom elektriska ledningar och Alexander Graham Bell blev den som först fick igenom patentet på den första konventionella telefonen år 1876.

### Radio och TV
År 1894 började den italienska uppfinnaren Guglielmo Marconi att utveckla den trådlösa kommunikation som användes för att skicka elektromagnetiska radiovågor över Atlanten. Detta utgjorde grunden till vidareutveckling av rundradio och radio i militär kommunikation där utvecklingen intensifierades i och med första världskrigets utbrott.
Rundradion etablerades i och med AM-sändningar under 1920-talet och kom successivt att ersättas av stereo FM-sändningar från och med 1930-talet.
År 1925 visade John Logie Baird upp sin mekaniska television som kunde sända rörliga bilder. Uppfinningen byggde bland annat på Paul Nipkows uppfinning, Nipkowskivan. British Broadcasting Corporation (BBC) började att distribuera sändningar den 30 september 1929. 
Kristallmottagare användes till en början för att lyssna på rundradioprogrammen. En uppfinning med betydelse för radio- och tv-kommunikation var John Ambrose Flemings elektronrör, en elektronisk komponent av typen diod och triod som kunde likrikta respektive förstärka svaga signaler. Från 1960-talet och framåt ersattes den här typen av elektronik med transistorer. Utvecklingen ledde till att tekniken blev mer tillgängliga för allmänheten eftersom den blev både mindre och billigare.

### Mobiltelefoni
Mobiltelefoni är ett trådlöst kommunikationssystem som bygger på radioteknik. Till en början var det en enhet för tal och ljud, men över tid blev det en enhet för kommunikation via både telefoni och internet. Över tid har mobiltelefonin genomgått en utveckling i successiva generationer, där varje ny generation innebär mer avancerad teknik. 
- 1950 till 1970-talet: Halvautomatisk mobiltelefonigenerationer (MTA, MTB och MTD)
- 1981: 1G (första generationens) mobiltelefoni var analog. I bl.a. de nordiska länderna användes systemet NMT som infördes 1981.
- 1992: 2G (andra generationens mobiltelefoni) var digital, och byggde på tidsdelningsmultiplex. I bl.a. Europa gick man över till GSM-systemet 1992.
- 2000: 2.5G, som möjliggör paketförmedling, och att man betalar per megabyte istället för per uppkopplad minut.
- 2002: 3G, som möjliggör wideband-kommunikation, det vill säga nästan bredband, vilket kan möjliggöra videokommunikation.
- 2006: 3.5G, som möjliggör bredbandig kommunikation i nedlänk.
- 2009: 4G, som är under utveckling; lanserades i en första version av Telia Sonera i december 2009[4].

### Satelliter
År 1958 skickade USA ut den första kommunikationssatelliten vid namn SCORE och den användes för att skicka en julhälsning från dåvarande presidenten Dwight D. Eisenhower. Efterföljande satelliter användes för att förstärka radiosignalerna som användes i telekommunikation såsom GPS, television, telefon och internet.

### Datornätverk och internet
I slutet av 1930-talet konstruerade George Stibitz The Complex Number Calculator (CNC) som installerades på hans arbetsplats, Bell Labs där den kom att kallas Bell Labs Model Relay Computer. Datorn kom att kopplas ihop i ett nätverk med teleprintrar och grunden var härmed lagd till telekommunikation via ett datornätverk. Nätverket ARPANET bestod år 1969 av fyra noder, men hade 1981 vuxit till 213 noder och utgjorde därmed grunden till internet. 1973 skickades den första e-posten.[källa behövs]
Andra datornätverk med standardiserade metoder, som utvecklats över tid är LAN (local area network) och Ethernet. 
Datakommunikation utgör i dagens samhälle en förutsättning för flera olika tjänster som har sitt ursprung i klassisk telekommunikation: e-post, filöverföring, IP-TV, IP-telefoni, telenärvaro, videokonferens och kabel-tv-nät. Telekommunikationsnäten uppdateras kontinuerligt i linje med nya standarder inom datakommunikation och utvecklingen inom mikroelektronik och datateknik.

## Telekommunikationens historia i Sverige
Utvecklingen av fjärrkommunikation i den moderna meningen inleddes i Sverige i och med den optiska telegrafen i slutet av 1700-talet. 
År 1853 började den optiska telegrafen att ersättas av den elektriska telegrafen genom en linje mellan Stockholm och Uppsala och samma år bildades Telegrafverket och år 1855 var det svenska telegrafnätet kopplat även till kontinenten.
År 1857 nådde telegraflinjen även Haparanda i norr och 1859 hade en kabel dragits mellan Västervik och Klintehamn för att skapa en förbindelse med Gotland.
De första Bell-telefonerna dök upp i Sverige 1877 och kopior producerades av bland annat Hakon Brunius i Jönköping. Den första telefonstationen öppnades i Stockholm 1880, där Bells telefoner användes och det svenska Telegrafverket etablerade en konkurrent genom Stockholms Allmänna Telefon AB.
Lars Magnus Ericsson utvecklade en egen telefonmodell och telefonväxlar och hans insats bidrog till att Stockholm fick sitt första telefonnät.
År 1889 fanns det ca 20.000 telefoner i Sverige och marknaden dominerades av produkterna från Telefonaktiebolaget L M Ericsson.
Telegrafverket började med radiotelegrafi genom en första kuststation i Göteborg 1911 och arbetet med rikskabelnät påbörjades 1918 för att skapa ett nationellt telenät. I takt med teknikutvecklingen påbörjades även automatisering av telefonväxlar, ett arbete som påbörjades 1924 och pågick till 1972.
År 1945 anslöt Sverige till den internationella standarden Telex (Teleprinter exchange service) genom en provisorisk manuell station i Stockholm. 1946 etablerades tre automatiska stationer i Stockholm, Göteborg och Malmö.
Sverige intog tidigt en ledande ställning inom telefonins utveckling och var länge Europas telefontätaste land.

### Lagstiftning och politiska beslut i Sverige
Bolagiseringen av Televerket, avreglering av telemarknaden, och den nya telelagen, har inneburit stora förändringar inom telekommunikationsområdet. 
Till exempel beslutade riksdagen genom SFS 1993:60 att upphäva regeringens bemyndigande att föreskriva om telekommunikationer inom transportområdet i lag (1975:88) med bemyndigande att meddela föreskrifter om trafik, transporter och kommunikationer. 

### Digitalisering i Sverige
En viktig trend inom modern telekommunikationer är digitalisering.
- Slutet av 1970-talet: PCM-systemet införs, som innebär att kommunikationen mellan telefonstationer och telefonväxlar digitaliserades, för att kunna överföra flera telefonsamtal på samma koppartråd och fibertråd, och för att möjliggöra störningsfri kommunikation över långa avstånd.

- 1980-talet: Elektromekaniska analoga telefonväxlar började ersättas med datorstyrda digitala växlar, så att samtalen överfördes digitalt även inom telefonstationen. Telefonstationerna fick därmed mer hållbar elektronik och kunde byggas mindre utrymmeskrävande. Datorstyrningen innebar bland annat att abonnenter kunde byta telefonnummer och flytta utan att byta telefonnummer. I Sverige var de av typ AXE, som första gången togs i drift 1976.

- 1990-talet: ISDN erbjöds, det vill säga digital kommunikation ända fram till slutabonnenten.

- Sedan slutet av 1990-talet: Nästa viktiga steg i den tekniska utvecklingen är paketförmedling, vilket i praktiken innebär att man utnyttjar Internet och bredbandsaccess för traditionella telekommunikationstjänster. Exempel är IP-telefoni, IP-TV och videokonferenser. Tekniskt blir det inte nödvändigtvis bättre eller mer tillförlitligt, men ofta billigare och mer flexibelt.

## Telekommunikation som bransch
Telekommunikationsbranschen innefattar följande aktörer:
- leverantörer av utrustning (inklusive utvecklare och tillverkare).
- operatörer (som äger publika nätverk och är leverantörer av kommunikationstjänster), samt
- leverantörer av innehållstjänster.
- standardiseringsorgan, till exempel ETSI, IEEE och IETF.
- myndigheter och frekvensförvaltningar, till exempel post- och telestyrelsen (PTS).
- forskningsinstitut och akademiska forskare.
- slutanvändare (kunder).

## Telekommunikation som ämnesområde
Som akademiskt ämne och forskningsområde ingår telekommunikationsteknik ("teleteknik") traditionellt i ämnena systemteknik och elektroteknik, men kan numera även studeras inom informationsteknologi, datateknik eller datavetenskap.
Området telekommunikationer kan studeras tvärvetenskapligt inom ämnen såsom medie- och kommunikationsvetenskap, informatik, exempelvis teleinformatik, och industriell ekonomi, exempelvis teleekonomi.

## Teknik

### Schematisk beskrivning
Schematiskt sker telekommunikationer från en sändare, via en kanal i ett trådbundet eller trådlöst fysiskt medium eller i ett nätverk, till en mottagare. Begreppen förklaras i det följande.
Sändaren är en enhet som omvandlar (kodar) en meddelandesignal till en fysisk signal. Med begreppet signal avses en fysikalisk storhet som varierar i tiden eller rummet. Meddelandesignalen kan vara en analog signal, det vill säga som varierar kontinuerligt i tiden och/eller har oändligt många tänkbara värden, exempelvis ett ljud eller en bild. Det kan också vara en digital bitström, det vill säga en sekvens av nollor eller ettor, som representerar ett för människor eller maskiner begripligt budskap. Den fysiska signalen kan utgöras av en elektrisk spänning, radiovågors fältstyrka eller styrkan av en ljusstråle.
Mediet kan vara trådbundet, till exempel en partvinnad koppartråd, en koaxialkabel, en fiberkabel eller en vågledare (rör för mikrovågor). Alternativt kan det vara trådlöst, till exempel radiovågor eller mikrovågor som överförs via "etern" mellan antenner, eller infrarött ljus som överförs mellan en ljusdiod eller laser och en fototransistor. 
Ett nätverk består av nätnoder, till exempel växlar, som sammankopplar förbindelselänkar, där varje förbindelselänk är ett fysiskt medium.
Alla medier som överför en signal tenderar genom sina fysikaliska brister att förvanska den fysiska signalen – tillföra brus, överhörning eller annan distorsion. 
Mottagaren är en enhet som, om distorsionen håller sig inom vissa gränser, kan avkoda den fysiska signalen och återskapa meddelandesignalen. Med mottagare avses ibland även den person som tar emot meddelandesignalen, vanligen genom syn eller hörsel, och vars hjärna återskapar det ursprungliga meddelandet.
Flera meddelandesignaler, eller digitala bitströmmar, kan överföras samtidigt över var sin kanal i ett delat fysiskt medium. Detta kräver en multiplexteknik som kombinerar flera signaler till en fysisk signal. Exempel på sådana tekniker är: 
- Frekvensdelningsmultiplex (FDM): Meddelandesignalerna överförs via var sitt frekvensband, det vill säga var sin frekvenskanal. Antalet frekvenskanaler är begränsat, och motsvarar antalet samtidiga meddelandesignaler som kan överföras. Exempel på detta är att FM-bandets radioprogram, kabel-TV-nätets analoga TV-sändningar, och första generationens mobiltelefonisystem (NMT), där varje program eller mobilsamtal får en egen kanalfrekvens.
- Tidsmultiplex (TDM): Meddelandesignalerna får turas om att använda mediet genom att använda var sin periodiskt återkommande tidlucka. Signal nummer ett överförs i tidlucka ett, signal nummer två i tidlucka två, och så vidare, och så börjar man om med signal nummer ett i tidlucka ett igen. Ordningsföljden upprepas periodiskt. Antalet tidluckor, det vill säga antalet kanaler eller samtidiga signaler, är begränsat. Detta används i andra generationens mobilsystem (GSM), som har åtta tidluckor på varje frekvenskanal.
- Statistisk multiplex: Digitala meddelandesignaler eller bitströmmar delas upp i block som kallas paket, och som placeras i en kö och vanligen sänds i den ordning de inkommit i kön. Det innebär att även här turas meddelandesignalerna om att använda mediet, men ordningsföljden upprepas inte periodiskt. Detta möjliggör att olika dataströmmar kan ha olika överföringshastighet, och kan variera hastigheten. Statistisk multiplex används på datornätverk såsom Internet, och för att överföra flera digital-TV-program med olika bildkvalitet över en kanalfrekvens.
- Bandspridning (kodspridning, spread spectrum). Flera strömmar kan samtidigt överföras på ett mycket brett frekvensband. Mottagaren särskiljer signalerna till exempel genom att sändaren ersätter varje bit med en spridningskod som är unik för den signalen. Den används bland annat i tredje generationens mobiltelefoner.

De två första av dessa tekniker, FDM och TDM, är kretskopplade, därför att det ur användarens synvinkel upplevs som en elektrisk krets mellan sändare och mottagare, det vill säga ett fysiskt medium utan multiplex. Vid digital kretskopplad kommunikation får användaren konstant bithastighet och tidsfördröjning. Mediet delas upp i ett begränsat antal kanaler, en för varje meddelandesignal som är möjlig. Klassiska nät för telekommunikationer bygger på kretskoppling. Telekommunikationer såsom telefoni och television kräver relativt konstant bithastighet och tidsfördröjning.
Den tredje tekniken, statistisk multiplex, kallas också paketförmedling. Den möjliggör varierande bitöverföringshastighet (genomströmningshastighet), beroende på hur många bitströmmar som för tillfället överförs över samma fysiska medium. Paketförmedling är lämplig vid asynkrona datakommunikationstjänster, till exempel filöverföring, e-post och webbaccess. På grund av att majoriteten av alla telekommunikationer idag bygger på asynkron datakommunikation har utrustning för paketförmedling blivit billig och fått mycket hög kapacitet. Därför går utvecklingen mot att man använder paketförmedling även för traditionella telefonitjänster. Aktuella exempel är IP-telefoni och IP-TV.
Den fjärde tekniken, bandspridning, är kretskopplad, men har egenskaper som påminner om paketförmedling. Denna teknik möjliggör varierande datahastighet till användarna, utan att paketköer behövs. Varierande tidsfördröjning kan därmed undvikas.
Flera sändare kan vara anslutna till samma fysiska medium, exempelvis ett bussnätverk (en multi-drop-kabel) eller en radiokanal. Då krävs en fleraccessteknik för att undvika kollisioner, det vill för att undvika att flera sänder samtidigt över samma kanal. En fleraccesstekniker kräver att använder någon av ovanstående multiplex-tekniker. 
Om det fysiska mediet är en bandpasskanal, det vill säga enbart hanterar ett begränsat frekvensband, krävsmodulation på sändarsidan för att ändra signalens frekvensinnehåll. Det kan till exempel vara en radiokanal, eller en förbindelse i telefonnätet (där alla frekvenser under 300 Hertz och över 3400 Hertz filtreras bort). Modulation möjliggör frekvensdelningsmultiplex. På mottagarsidan krävs demodulation. Modulation ger upphov till det som inom musiken kallas transponering, det vill säga det ändrar signalens tonhöjd (frekvens). En enhet som hanterar både modulation och demodulation (modulator + demodulator) kallas modem. Modulation går till så att man varierar egenskaperna av en sinusvåg, till exempel dess frekvens, amplitud (styrka) och/eller fasläge (tidsfördröjning). 
Kommunikationstjänsten som erbjuds kan vara enkelriktad (simplex) eller dubbelriktad (duplex), en till en (unicast), en till flera (multicast) eller en till alla i ett område (broadcast, exempelvis rundradio).

### Delområden inom teleteknik

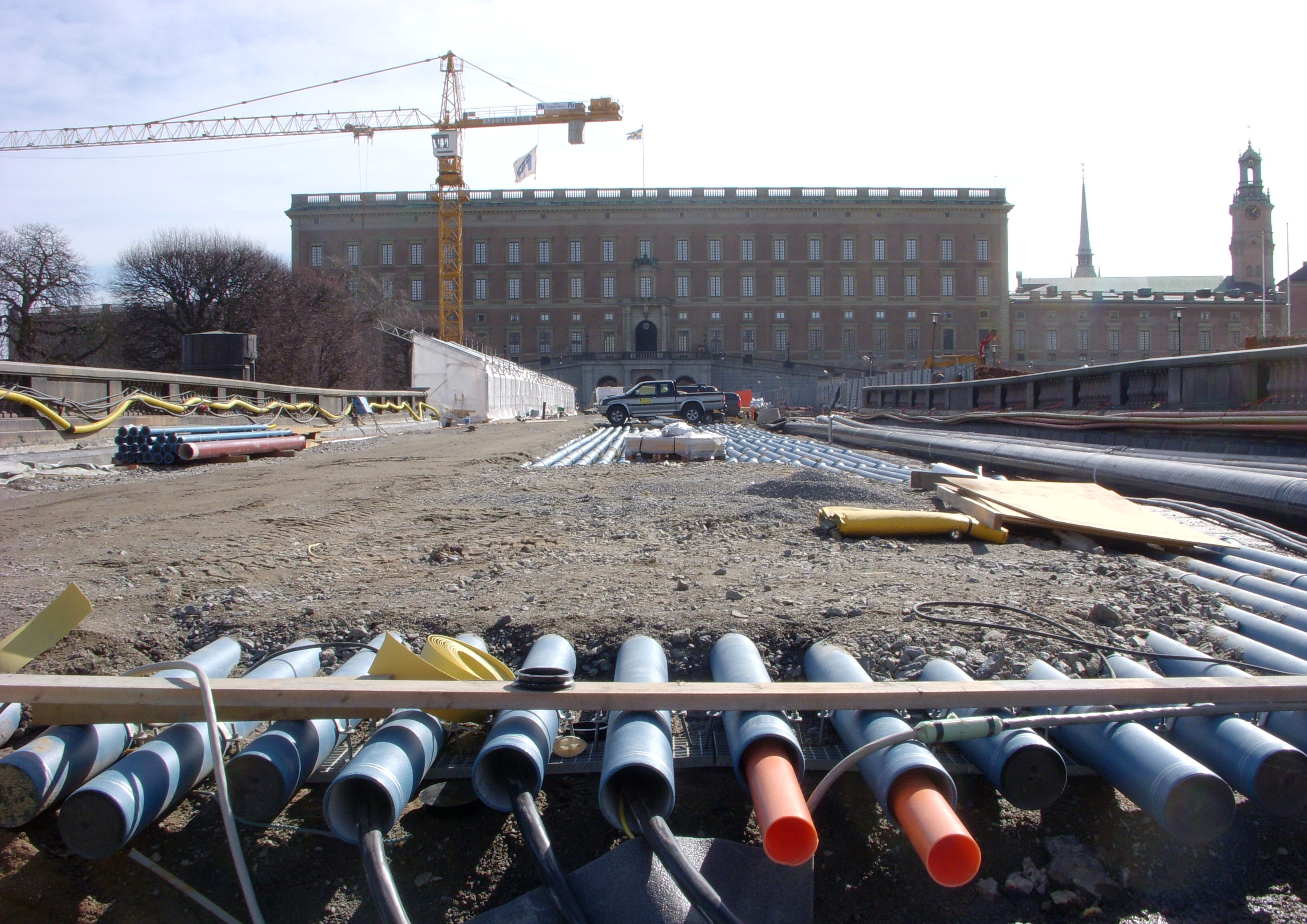
Kanalisation vid renoveringen av Norrbro i Stockholm 2008

Viktiga tekniker och ämnesområden inom teleteknik är:
- Signalbehandling för att filtrera och på annat sätt bearbeta analoga meddelandesignaler och fysiska signaler.
- Informationsteori och digital transmission (datatransmission), innefattande
  - Källkodning för digitalisering av analoga meddelandesignaler, och/eller datakomprimering av meddelanden
  - Kanalkodning, det vill säga felrättande koder
  - Modulation
- Kommunikationsprotokoll (regler för vilka digitala meddelanden som kan sändas mellan olika nätnoder, och när), innefattande protokoll för bland annat:
  - Signalsystem (information om telefonnummer)
  - Automatisk omsändning vid fel (Automatic Repeat reQuest, ARQ)
  - Flödesstyrning
  - Fleraccesstekniker (förklaras ovan)
- Köteori, det vill säga statistisk analys av hur olika nättopologier och fleraccesstekniker påverkar tidsfördröjning, kapacitet och spärrsannolikhet, det vill säga risk för att antalet kanaler tar slut.
- Kryptering och datasäkerhet
- Kabeldragning, master med mera
- Radioteknik, innefattande
  - Antennteknik
  - Radioresurshantering (frekvensplanering, placering av master, effektreglering)
- Elektronik och datateknik för implementering av ovanstående

### Design av telekommunikationssystem
En teleingenjör analyserar mediets eller kanalens fysikaliska egenskaper och meddelandets statistiska egenskaper för att optimera kodningen respektive avkodningen genom att till exempel välja en specifik frekvens. När telekommunikationssystemet riktar sig till människor tas de mänskliga sinnesorganens egenskaper med i beräkningarna. Dimensioneringen av ett kommunikationssystem går ut på att åstadkomma en tillräckligt bra förbindelse för att de flesta användare ska vara nöjda. För ett vanligt telefonsamtal räcker det till att börja med att ljudkvaliteten är bra nog för att man utan svårighet ska uppfatta det som sägs rätt. Ett steg vidare är att det skall vara så bra att man på rösten ska kunna avgöra vem det är som talar. Efter många undersökningar har man för vanliga telefonsamtal kommit fram till att frekvensområdet från 300 till 3 400 hertz är rimligt. I och för sig medger tekniken ytterligare förbättring av ljudkvaliteten, men det blir inte ekonomiskt försvarbart. Den nämnda bandbredden ger vad man kallar god telefonkvalitet.
För musik krävs mer bandbredd. Frekvensbandet 50 till 5 000 hertz ger en påtagligt bättre kvalitet, men bra är det inte. Utökar man till 40 till 10 000 hertz börjar det låta ganska bra för en ”normallyssnare”, men ”musikälskaren” är inte riktigt nöjd än. Höjer man övre gränsen till 15 000 hertz blir nästan alla vuxna människor helt nöjda. Högre frekvenser än så klarar deras öron inte av. Bara unga människor, som inte skadat hörseln på diskotek och liknande med ohälsosamt höga ljudnivåer, hänger med upp till omkring 20 000 hertz, men inte mycket längre.
En liten grupp musikälskare med så kallade guldöron kan hävda att överföringsmediet måste klara ännu större bandbredd, men här kommer man in på subtiliteter, som börjar närma sig Kejsarens nya kläder. Att diskutera detta närmare går utanför ramen för denna artikel. (Se vidare hi-fi.)
En annan aspekt är tillgängligheten. Upptagetton någon gång då och då får man lov att finna sig i, och det gör också de flesta användarna, bara det inte händer alltför ofta. Om det skulle brusa till ett ögonblick gör inte heller så mycket, missade man något så säger man ”vad sa du?”, och när den man talar med repeterar det senast sagda är förbindelsen bra igen, och ingen fäster sig särskilt mycket vid det. Bara det inte brusar alltför starkt, alltför länge och alltför ofta återkommande, då blir användaren irriterad. Ingenjörens strävan skall vara att dimensionera utrustningen så bra att kvaliteten ligger precis över gränsen där det kommer klagomål. Att gå längre än så kanske är tekniskt möjligt, men det medför ökade kostnader, som någon måste betala, och då kommer man till en ekonomisk smärtgräns.
Sammanlagt är det många faktorer som måste vägas samman för att finna optimum för användarens tillfredsställelse med den samlade kvalitet man får till ett pris, som användaren är beredd att betala. Samtidigt måste leverantören tjäna lite, för att dels täcka sina kostnader, dels få lite över för framtida underhåll och investeringar.
Motsvarande resonemang kan föras även för alla andra tjänster med telekommunikationer.
Brus finns i alla kanaler. Kanaler har dessutom begränsningar i bandbredden vilket i sig filtrerar bort viss information, till exempel olika frekvenser i vanligt tal.

## Tekniska överföringsmetoder
- Elektrisk ledning
- Optisk fiber
- Radio
- Satellit

## Tillämpningar
- Telegrafi
  - Morsealfabetet
  - Telex
- Telefon
- Rundradio
  - Television
  - Radio (medium)
- Telefax
- Telenärvaro
- Amatörradio
- Satellitkommunikation
  - INMARSAT
  - MARISAT
  - Iridium (satellittelefoni)

## Personer
- Alexander Graham Bell
- Samuel Morse
- Lars Magnus Ericsson
- Guglielmo Marconi
- Harry Nyquist
- Östen Mäkitalo